# Porphyrocrinus thalassae
Porphyrocrinus thalassae is een haarster uit de familie Phrynocrinidae.
De wetenschappelijke naam van de soort werd in 1977 gepubliceerd door Roux.